# Музыкант, Рафаил Александрович
Рафаи́л Алекса́ндрович Музыка́нт (13 апреля 1904, Санкт-Петербург — 7 июня 1938, Ленинград) — советский режиссёр и сценарист игрового кино.

## Биография
Родился 31 марта (13 апреля) 1904 года в Санкт-Петербурге в семье золотых и часовых дел мастера Шаи Пейсаховича (Александра Павловича) Музыканта (?—1916). С 1924 года учился на историко-лингвистическом факультете Ленинградского государственного университета, который окончил  в 1930 году, параллельно в 1926—1927 годах — прошёл два курса в Ленинградском институте экранных искусств. 
Работал на кинофабрике «Ленинградкино» (в дальнейшем — «Ленфильм») с 1925 года, сперва ассистентом режиссёра у Ф. М. Эрмлера, затем режиссёром. Писал сценарии.
Скончался 7 июня 1938 года. Похоронен на Преображенском еврейском кладбище (участок № 3—2 ст., место 453).

### Семья
- Брат — Юрий Александрович Музыкант (1900—1962), кинорежиссёр, сценарист.

## Фильмография
Режиссёр
- 1932 — Родная кровь
- 1937 — За Советскую Родину (совместно с Ю. Музыкантом)

Сценарист
- 1934 — Наследный принц Республики (совместно с Б. Чирсковым)
- 1937 — За Советскую Родину (совместно с Ю. Музыкантом, Г. Фишем)
- 1940 — Возвращение (совместно с Б. Чирсковым)